# Isabel Cristina
Isabel Cristina Mrad Campos, née le 29 juillet 1962 et morte assassinée le 1er septembre 1982, était une jeune laïque catholique brésilienne, tuée pour avoir voulu préserver sa chasteté. Considérée comme martyre de la pureté par l'Église catholique, le Vatican annonce en octobre 2020 qu'elle sera prochainement déclarée bienheureuse. Elle est officiellement déclarée bienheureuse le 10 décembre 2022 lors d'une messe présidée par le cardinal Raymundo Damasceno Assis au sanctuaire de Nossa Senhora da Piedade à Barbacena.

## Biographie
Isabel Cristina Mrad Campos est issue d'une famille catholique pratiquante. Son père est le président du groupe paroissial Saint-Vincent-de-Paul, qui assiste les pauvres et les malades. Son engagement influe sur la vie de famille et notamment sur Cristina, qui a une prédilection pour les enfants pauvres et handicapés à l'école. Elle souhaite devenir médecin pédiatre en Afrique.
À la fin du lycée, Cristina se fiance et décide de consacrer sa virginité à Dieu avant de se marier. Elle s'engage activement dans sa paroisse et participe chaque jour à la messe. Sa devise, retrouvée dans son journal intime, est : « Toujours sourire puisque Jésus m'aime ».
En avril 1982, Cristina s'installe à Juiz de Fora, pour suivre des cours à l'université. Elle emménage avec son frère. En plus de sa vie sociale, elle pratique chaque jour l'adoration eucharistique.
Le 30 août 1982, un ouvrier installe une armoire dans l'appartement de Cristina. Il tient des propos obscènes. Le 1er septembre, il revient à l'appartement et tente de violer Cristina. Il monte le son de la télévision pour étouffer les cris de la jeune femme et lui bande les yeux. Elle se débat comme elle peut en priant son chapelet. Furieux de la résistance de Cristina, l'agresseur la poignarde à une dizaine de reprises, sans pouvoir la déflorer. C'est le frère de la victime qui la découvre morte dans la soirée.

## Reconnaissance du martyre
Sa mort entraîne une réaction populaire de dévotion, certains fidèles catholiques la comparant à sainte Maria Goretti. C'est le 26 janvier 2001 que débute la cause pour la béatification et la canonisation de Cristina.
Le 27 octobre 2020, le pape François reconnaît le martyre d'Isabel Cristina Mrad Campos pour la défense de sa chasteté, et signe le décret de sa béatification. Elle a été béatifiée le 10 décembre 2022 dans sa ville natale.

### Culte
En 2009, sa dépouille est transférée dans le sanctuaire Nossa Senhora da Piedade à Barbacena, pour être plus accessible à la vénération des fidèles.